# Trilbyhatt
| Djuna Barnes i en damtrilby på 1920-talet, och Leonard Cohen i en modern herrvariant. |  | Djuna Barnes i en damtrilby på 1920-talet, och Leonard Cohen i en modern herrvariant. |
| Djuna Barnes i en damtrilby på 1920-talet, och Leonard Cohen i en modern herrvariant. |  |                                                                                       |

En trilbyhatt är en mjuk filthatt. Den påminner om en fedora, men är mycket mjukare – den kan rullas ihop och stoppas i fickan – och har ett avsevärt smalare brätte. Brättet är nedvikt i framkant och uppvikt där bak.
Hatten har fått sitt namn efter hjältinnan i den populära romanen Trilby från 1894, som bär en sådan hatt i en av bokens illustrationer, och senare i scenuppsättningen. Trilbyhatten var, liksom fedoran, ursprungligen en hattyp som bars av både män och kvinnor, men den räknas i våra dagar främst som en herrhatt. Trilbyn förknippas med en bohemisk livsstil, och under 2000-talet har den sammankopplats med hipsterkulturen.[källa behövs]